# Phyllopodpsyllus furciger
Phyllopodpsyllus furciger är en kräftdjursart som beskrevs av Georg Ossian Sars 1907. Phyllopodpsyllus furciger ingår i släktet Phyllopodpsyllus, och familjen Tetragonicipitidae. Arten har ej påträffats i Sverige.